# Partia Demokratike e Shqipërisë

Partia Demokratike e Shqipërisë (Albaniens Demokratiske Parti (PD)) er et borgerligt, politisk parti i Albanien og det er det ene af de to ledende partier i Albanien.
Partiet blev grundlagt i 1990 af Gramoz Pashko, Azem Hajdari, Sali Berisha m.fl.
Partiet kom første gang til magten i 1992 efter at have vundet parlamentsvalget under Sali Berisha og Aleksander Meksis  lederskab og regerede indtil 1997. Partiet gik af, efter at en borgerkrig næsten var brudt ud, og dets socialistiske rivaler kom til magten.
Ved  parlamentsvalget i 2005 vandt partiet 56 pladser ud af 140 og dannede en koalitionsregering med partiformanden Sali Berisha som premierminister. Et af hans mål var at Albanien blev medlem af Nato, og det lykkedes 2. april 2009, hvor Albanien og Kroatien blev medlem.
Ved parlamentsvalget 23. juni 2013, tabte koalitionen som partiet var leder af. Sali Berisha anerkendte valgresultatet og gik af som formand for partiet. Ved formandsvalget en måned senere valgtes borgmester i Tirana Lulzim Basha til ny partiformand mens Astrit Patozi og Jozefina Topalli begge blev næstformænd.

## Parlamentsvalg

### Mandater i parlamentet
| År   | Mandater | Samlet antal mandater |
| ---- | -------- | --------------------- |
| 1992 | 92       | 140                   |
| 1996 | 122      | 140                   |
| 1997 | 29       | 155                   |
| 2001 | 32       | 140                   |
| 2005 | 56       | 140                   |
| 2009 | 68       | 140                   |
| 2013 | 50       | 140                   |

## Partiformænd
| Partiformand              | Periode     |
| ------------------------- | ----------- |
| Sali Berisha              | 1991 – 1992 |
| Eduard Selami             | 1992 – 1995 |
| Tritan Shehu (fungerende) | 1995        |
| Tritan Shehu              | 1995 – 1997 |
| Genc Pollo (Interim)      | 1997        |
| Sali Berisha              | 1997 – 2013 |
| Lulzim Basha              | 2013 –      |